# RawTherapee
RawTherapee — бесплатная компьютерная программа, предназначенная для каталогизации и обработки цифровых изображений. В основном программа ориентирована на работу с «цифровыми негативами».  Свободный аналог проприетарных программ: Adobe Photoshop Lightroom и Aperture.

## Выходные форматы
Выходной формат может быть выбран из:
- TIFF (8-бит, 16-бит и 32-бит)
- JPEG (8-бит)
- PNG (8-бит и 16-бит)

## История выпусков[10]
Первая версия программы появилась в 2004 году. Это было связано с тем, что её автор, Gabor Horvath, приобрёл фотоаппарат, и у него возникли потребности в обработке полученных изображений. Путём экспериментов с разными форматами файлов он пришёл к выводу о необходимости создания новой программы.
| Выпуск | Версия | Дата выпуска | Примечания |
| ------ | ------ | ------------ | --- |
| 1.1    | 1.1.0  | 2006-09-21   | |
| 2.0    | 2.0.0  | 2007-04-04   | Уменьшено потребление оперативной памяти компьютера. Поддерживаются многоядерные процессоры. |
| 2.1    | 2.1.1  | 2007-05-18   | Заменён алгоритм автоматического баланса белого. Данная версия была скачана с официального сайта более 35000 раз. |
| 2.2    | 2.2.0  | 2007-08-04   | Отображаются основные EXIF данные снимка. Многочисленные исправления ошибок, включая сортировку файлов. |
| 2.3    | 2.3.0  | 2008-01-20   | Программа стала многоязычной и по умолчанию в ней присутствуют: английский, немецкий, венгерский, латышский, испанский, итальянский, голландский, шведский, русский, польский, чешский и словацкий языковые пакеты. Поддерживается Windows Vista. |
| 2.4    | 2.4.0  | 2009-07-21   | |
| 2.4    | 2.4.1  | 2009-09-03   | Последняя версия с закрытым исходным кодом. Последующие версии уже стали с открытым исходным кодом, что привело в проект множество новых разработчиков.                                                                                           |
| 3.0    | 3.0.0  | 2011-07-16   | Программа публикуется под лицензией GPL. Добавлен португальский язык и обновлены переводы на английский, латышский и русский. |
| 3.0    | 3.1.1  | 2011-07-21   | |
| 3.0    | 3.0.1  | 2011-08-24   | |
| 4.0    | 4.0.0  | 2011-07-30   | Новый движок. Поддерживаются звуковые сигналы, сообщающие, например, когда закончилась очередь обработки. |
| 4.0    | 4.0.1  | 2011-08-13   | |
| 4.0    | 4.0.2  | 2011-08-26   | |
| 4.0    | 4.0.3  | 2011-09-18   | |
| 4.0    | 4.0.4  | 2011-10-22   | |
| 4.0    | 4.0.5  | 2011-11-09   | |
| 4.0    | 4.0.6  | 2011-11-29   | |
| 4.0    | 4.0.7  | 2012-01-31   | |
| 4.0    | 4.0.8  | 2012-04-01   | |
| 4.0    | 4.0.9  | 2012-06-03   | |
| 4.0    | 4.0.10 | 2013-03-08   | |
| 4.0    | 4.0.11 | 2013-05-29   | |
| 4.0    | 4.0.12 | 2014-01-07   | |
| 4.1    | 4.1    | 2014-05-21   | |
| 4.2    | 4.2    | 2014-10-24   | |
| 5.0    | 5.0    | 2017-01-22   | Улучшены инструменты для подавления шума, увеличения резкости, обработки царапин, устранения следов пыли и корректировки освещения. Расширена поддержка форматов изображений, а также улучшены функции для управления цветовой гаммой.            |
| 5.0    | 5.0-r1 | 2017-02-02   | |
| 5.1    | 5.1    | 2017-05-15   | |
| 5.2    | 5.2    | 2017-07-23   | |
| 5.3    | 5.3    | 2017-09-30   | |
| 5.4    | 5.4    | 2018-03-20   | |
| 5.5    | 5.5    | 2018-12-17   | |
| 5.6    | 5.6    | 2019-04-20   | |
| 5.7    | 5.7    | 2019-09-10   | |
| 5.8    | 5.8    | 2020-02-04   | |
| 5.9    | 5.9    | 2022-11-27   | |
| 5.10   | 5.10   | 2024-02-16   | |